# Трелис-кодирана модулация
Трелис-модулацията (синоними: трелис-кодирана модулация или решетчато-кодирана модулация, на английски: Trellis (coded) modulation, TCM) е модулация за предаване на информация в областта на телекомуникациите. Схемата на модулация дава възможност за предаване на информация с висока ефективност през канали, които са с ограничена лента, като телефонните линии, например. Трелис-модулацията е разработена от Готфрид Унгербок (Gottfried Ungerboeck) работещ за IBM през 1970-те години и е описана в публикация от конференция 1976 година. Тя остава незабелязана, докато той отново не я публикува подробно през 1982 година и тогава получава голямо признание.
В края на 1980 година модемите са работили при аналоговата телефонна мрежа или (POTS - Plain old telephone service). Обикновено са достигали до 9.6 kbit/s чрез ползване на квадратурно амплитудна модулация – QAM с 4 бита за всеки символ (bits/symbol) при символна скорост 2400 бода (baud) т.е. 2400 symbol/sec. Оттук и скорост 9,6kbit/s = 4bit * 2400 sym/s. Но въпреки усилията на много изследователи тази граница (или таван) за броя битовете за секунда, които могат да бъдат предавани в аналоговата телефонна мрежа си оставала. Дори някои инженери твърдели, че без да се поднови обществената телефонна инфраструктура, тя не може да се промени, и максималната достигана скорост за POTS модемите ще е приблизително 14 kbit/s за двупосочна (дуплексна) комуникация (3429 baud * 4 bits/symbol използваща QAM). Всъщност според Теорема на Шенон-Хартли, 14 kbit/s е само 40% от теоретичната максимална битова скорост за аналогови телефонни линии (приблизително 35 kbit/s).

## Нов метод за модулация
Името „трелис“ (на английски: решетка) идва от това, че техниката на изобразяване на диаграмата на състоянията, прилича на решетката (на английски: трелис) използвана в градините с рози. Най-просто тази схема е един конволюционен код със скорости (r,r+1). Уникалното в приноса на Ungerboeck е прилагането на проверка по четност на базис за символ, вместо старата техника за прилагането му към потока от битове, които после се модулират. Основната идея той нарича мапиране или .... чрез разбиване на множеството.